# 港九街坊婦女會孫方中小學
港九街坊婦女會孫方中小學（英語：Hong Kong and Kowloon Kaifong Women’s Association Sun Fong Chung Primary School）是一所全日制小學，位於大埔富善邨，由曾任蘇浙小學校長的孫方中女士於1987年創辦，是全港首間以普通話作為主要教學語言的資助小學。2013/14學年起，該校畢業生可以一條龍直升孫方中書院。

## 簡介

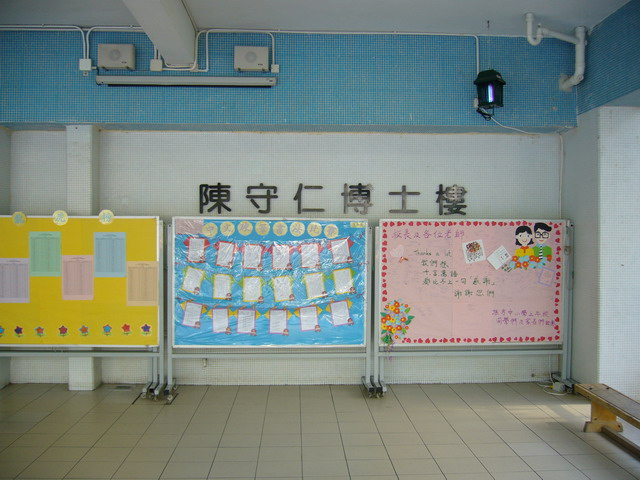
陳守仁博士樓

- 該校於2004-2005年度，獲政府撥款29萬在小一開始推行小班教學
- 無錫市石塘灣中心小學為此校的姊妹學校
- 同系的孫方中書院自申辦起獲申報為此校的一條龍學校，但結龍關係直至2013/14學年才生效。

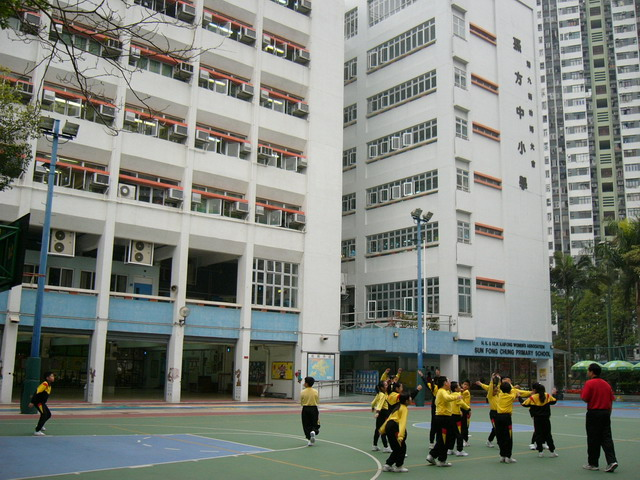
孫方中小學

## 校長

### 上午校
- 1987年-2007年：趙琳成
- 2007年-2010年：盧秀枝  [2]

### 下午校
- 1987年-2006年：曹達維
- 2006年-2007年：馮瑞蘭
- 2007年-2010年：丁智偉

### 全日制
- 2010年－2021年：盧秀枝
- 2021年-現今：蔡惠儀

## 校舍
全校共8層（連地下），設有28個課室。

### 樓層分布
| G | 籃球場、休憩小花園、飯堂、雨天操場、中央廚房、圖書角、體育室及陳守仁博士樓                             |
| 1 | 校長室、校務處、會議室、兩個加強輔導室、成長天地、醫療室、錄影室、校友室會、可容納五百人之禮堂及油印室 |
| 2 | 學生活動室 / 英文室、4個課室（1A、1B、1C、1D)、空中花園                                                |
| 3 | 圖書館、兩間教員室、教師休息室、教具室及視藝天地                                                       |
| 4 | 6個課室（2A、2B、2C、2D、3A、3B)及探知天地                                                             |
| 5 | 7間課室（3C,3D,4A,4B,4C,4D,5A)                                                                         |
| 6 | 7間課室（5B、5C、5D、6A、6B、6C、6D）                                                                  |
| 7 | 音樂室、儲物室、彩虹練跑場                                                                             |

## 校訓
- 勤 （勤奮）── 全力以赴完成別人所交代的任務
- 廉 （廉潔）── 視維護純正、真實的事為己任，認清真正的幸福不受物質所左右
- 信 （誠信）── 即使須付出額外的代價也要言出必行
- 慎 （謹慎）── 避免後果不佳的言行和態度 [4]

## 周圍環境
位於大埔富善邨第三期，鄰近善景樓。附近有3座中學、2座小學、4個屋苑、警署及2個公園，還有商場和巴士總站。

## 著名/傑出校友
- 何柱霆：首位華人 (香港) 花式跳繩賽世界冠軍
- 揭詠芯：《我係小廚神2》的冠軍得主，前無綫電視藝員
- 林欣彤：香港女歌手
- 唐　寧：香港著名女演員，童星出身
- 謝宛婷：香港童星
- 謝朗庭：香港童星
- 薛晉寧：香港商業電台的唱片騎師[5]
- 文凱婷：香港女藝人
- 仁賓：街頭歌手

## 外部連結
- （繁體中文）孫方中小學校網 （页面存档备份，存于）
- （繁體中文）孫方中小學-從科學探究 培養學生STEM素養 （页面存档备份，存于）